# كمال عزيز قيتولي
الأستاذ كمال عزيز محمد قيتولي هو أكاديمي عراقي ذو أصول كردية فيلية. ومرشح لرئاسة جمهورية العراق سنة 2022م .

## السيرة الذاتية
ولد في بغداد، درس الأبتدائية في مدرسة الجعفرية في بغداد وتخرج من الإعدادية المركزية في بغداد عام 1972.
درس وتخرج من قسم الكيمياء في جامعة بغداد عام 1976، ثم أكمل الماجستير في العلوم التطبيقية عام 1978 والدكتوراه في الكيمياء الطبية عام 1982 من جامعة غلاسكو في المملكة المتحدة.
عمل أستاذا باحثا في جامعة غلاسكو للفترة 1982-1991، بعدها مستشارا للشركات الطبية في المملكة المتحدة. عمل في جامعة ملايا في ماليزيا للفترة من 1997 إلى 2002 وكذلك للفترة من 2009 إلى 2011، كما عمل ممثلا لحكومة إقليم كردستان العراق لمعظم دول منطقة الشرق الأقصى ومن ضمنها الصين وماليزيا للفترة من 2003 إلى 2007.
يعمل أستاذا جامعيا بكلية الطب في جامعة دهوك منذ عام 2012 حتى الآن.
ذكر اسمه مرشحا لمنصب رئيس جمهورية العراق في أيلول 2018.